# Communauté de communes du Pays des Lacs
Die Communauté de communes du Pays des Lacs ist ein ehemaliger französischer Gemeindeverband mit der Rechtsform einer Communauté de communes im Département Jura in der Region Bourgogne-Franche-Comté. Sie wurde am 30. Dezember 1994 gegründet und umfasste zuletzt 27 Gemeinden. Der Verwaltungssitz befand sich im Ort Clairvaux-les-Lacs.

## Historische Entwicklung
Am 1. Juli 2019 verließen die Gemeinden Marigny, Le Frasnois und Saffloz den Gemeindeverband und traten der Communauté de communes Champagnole Nozeroy Jura bei.
Der Gemeindeverband fusionierte mit Wirkung zum 31. Dezember 2019 mit seinen Nachbarverbänden:
- Communauté de communes de la Région d’Orgelet
- Communauté de communes Jura Sud und
- Communauté de communes Petite Montagne

zum neuen Gemeindeverband Terre d’Émeraude Communauté.

## Ehemalige Mitgliedsgemeinden
1. Barésia-sur-l’Ain
2. Blye
3. Boissia
4. Bonlieu
5. Charcier
6. Charézier
7. Châtillon
8. Chevrotaine
9. Clairvaux-les-Lacs
10. Cogna
11. Denezières
12. Doucier
13. Fontenu
14. Hautecour
15. La Frasnée
16. Largillay-Marsonnay
17. Menétrux-en-Joux
18. Mesnois
19. Patornay
20. Pont-de-Poitte
21. Saint-Maurice-Crillat
22. Saugeot
23. Songeson
24. Soucia
25. Thoiria
26. Uxelles
27. Vertamboz